# Venus victoriosa (Renoir)
La Venus victoriosa (en francés, Venus victorieuse, c. 1914) es una escultura del artista francés Pierre-Auguste Renoir, basada en la imagen de la diosa romana Venus. El yeso forma parte de la colección del Museo Soumaya de la Ciudad de México.
No debe confundirse con la Venus Victrix (en español, también Venus victoriosa) del italiano Antonio Canova. 

## Obra
La escultura representa la imagen de la diosa según la pintura El juicio de Paris de Renoir, basada en la historia homónima mitológica.  En el relato, las diosas Hera, Atenea y Afrodita (en la versión romana, Venus) se disputan una manzana de oro durante las bodas de Peleo. Para dirimir el conflicto, Zeus nombra a Paris, príncipe de Troya, como juez. Paris se decanta por Afrodita al prometerle el amor de Helena. La escultura muestra a Venus sosteniendo la manzana tras haber ganado la disputa. 
Debido a su avanzado estado de artritis, Renoir recibió ayuda del catalán Richard Guino, por recomendación de Aristide Maillol, para realizar esta obra.

## Propiedad
A la muerte de Renoir, la familia del artista francés y la de Guino se disputaron la autoría y propiedad de la escultura, reteniéndola los descendientes de Renoir. El yeso llegó a América cuando Paul Renoir se mudó a Canadá; a su muerte, su viuda lo subastó junto con el último cuadro pintado por Pierre-Auguste Renoir. 
El 19 de septiembre de 2013, la escultura volvió a ser subastada; esta vez por el Instituto Ucraniano de América. Fue adquirido por la Fundación Carlos Slim para el Museo Soumaya en México.